# Преврат в Турция (1980)
Превратът в Турция от 12 септември 1980 г. (на турски: 12 Eylül Darbesi) е оглавен от началника на генералния щаб на турската армия ген. Кенан Еврен. Резултатите от преврата са: 43-то правителство на Турция е свалено, край на политическото насилие в Турция (1976 – 1980), военна хунта управлява при военно положение до общите избори в Турция през 1983 г., всички политически партии и групи са забранени, също така кюрдският език е забранен.
Това е третият преврат в турската история след преврата от 1960 г. и „Преврата чрез меморандум“ от 1971 г.
През 1970-те години в Турция се наблюдават редица леви и десни въоръжени конфликти, често локални войни между САЩ и СССР.
За да се създаде претекст за намеса турските военни позволяват на конфликта да ескалира, а според някои се приема стратегия на напрежение.
Насилието спира рязко след това, а превратът е приветстван от някои като възстановяване на реда. Екзекутирани са общо 50 души, а 500 000 са арестувани и хиляди умират по затворите.
През следващите 3 години турските въоръжени сили управляват страната чрез Съвет за национална сигурност преди да бъде възстановен демократичният режим.

## Преди преврата
През 1975 г. водачът на консервативната Партия на справедливостта (на турски: Adalet Partisi) Сюлейман Демирел наследява водача на Републиканската народна партия (на турски: Cumhuriyet Halk Partisi) Бюлент Еджевит като министър-председател на Турция. Демирел формира коалиция с Фронта на националистите (на турски: Milliyetçi Cephe), ислямистката Партия на националното спасение (на турски: Millî Selamet Partisi) на Неджметин Ербакан и крайно дясната партия на Арпарслан Тюркеш – Партия националното действие (на турски: Milliyetçi Hareket Partisi). Последната използва възможността, за да се внедри в службите за държавна сигурност, като по този начин сериозно задълбочава войната между различните противникови фракции.
От изборите от 1977 г. няма победител. Първо, Демирел продължава коалицията си с националистически фронт. През 1978 г. Еджевит успява да вземе пълната власт, благодарение на няколко депутати, които отиват от една партия към друга. През 1979 Демирел отново става министър-председател. В края на 70-те Турция е в нестабилна ситуация и с неразрешени икономически и социални проблеми, изправена пред стачки и частична парализа на политиката (Парламентът на Турция не успява да избере президент през шестте месеца, които предхождат преврата). От 1968 – 1969 г. пропорционалната изборна система създава трудности за появата на мнозинство в турския парламент. На интересите на индустриалците, които притежават най-големите холдинги в страната се противопоставят по-дребните бизнесмени, търговци, земевладелци, чиито интереси не винаги са едни и същи дори и между тях самите. Редица реформи в областта на земеделието и промишлеността, изискани от горната част на средната класа са блокирани от други.
Общата смъртност в резултат на насилието през 70-те години се оценява на 5000 души с около 10 убийства на ден. Повечето са били членове на левите и десните политически партии, ангажирани във всекидневни битки. Ултранационалистическата организация Сиви вълци, която е младежката организация на Партията на националното действие твърди, че е подпомагала силите за сигурност Самата организация е свързана и с атентата срещу папа Йоан-Павел II. Според сп. „Прожектор“ през 1978 г. е имало 3319 фашистки атаки, в които са убити 831 души, а ранените са 3121. В централния процес срещу лявата организация Революционен път във военния съд в Анкара, обвинението представя списъък с 5388 политически убийства преди преврата. Сред жертвите са 1296 дейци на десни организации и 2109 дейци на леви организации. Останалите не могат да бъдат причислени точно
През 1977 г. на площад Таксим са убити 35 души, а през 1978 г. в град Кахраманмараш в ново клане са убити над 100 души. През същата 1978 г. в анкарския квартал Бахчелиевлер са убити 7 души. След клането в Кахраманмараш през декември 1978 г. в 14 от тогавашните 67 провинции на Турция е обявено военно положение. По време на преврата военно положение е въведено в още 20 провинции.

## Ход на преврата
На 11 септември 1979 г. генерал Кенан Еврен заповядва ръчен доклад на пълен генерал Хайдар Салтик относно дали превратът трябва да се проведе или дали правителството има нужда от сериозно предупреждение. Докладът, който препоръчва подготовка за преврат, е написан след 6 месеца. Еврен го пази в сейфа на своя офис. Той казва, че единственият човек, който знае за него освен Салтик, е Нуретин Ерсин. Спори се дали това е ход от страна на Еврен, за да намеси политическия спектър, тъй като Салтик е близо до левицата, докато Ерсин – до десницата. Така се предотвратява намесата на политически организации след преврата.
На 21 декември генерали от Военната академия се събират, за да решат хода на действията. Претекстът за преврата се състои в предотвратяване на социалните конфликти през 1970-те, както и парламентарната нестабилност. Решават да издадат меморандум от президента Фахри Корутюрк към лидерите Сюлейман Демирел и Бюлент Еджевит. Това става на 27 декември. Лидерите получават писмото седмица по-късно.
Втори доклад, предаден към март 1980 г., препоръчва започването на преврат без повече отлагане или в противен случай по-нисшестоящи офицери може да се опитат да „вземат въпроса в техни ръце“ Еврен прави само минимални промени в плана на Салтик, наречен „Операция Знаме“ (на турски: Bayrak Harekâtı).
Превратът е заплануван за 11 юли 1980 г., но е отложен след предложение за вот на недоверие към правителството на Демирел. Вотът е отхвърлен на 2 юли. На 26 август се прави среща във Върховния военен съвет (на турски: Yüksek Askeri Şura), където е избрана втора дата – 12 септември.
На 7 септември 1980 г. Еврен и 4 командири решават да отхвърлят цивилното правителство. На 12 септември Съветът за национална сигурност (на турски: Milli Güvenlik Kurulu), начело на който е Еврен, обявява преврата по националния канал. Съветът разширява военното положение, разпуска парламента на страната и правителството, суспендира конситуцията и забранява всички политически партии и синдикални организации. Те се позовават на кемалистката традиция на държавния секуларизъм и единството на нацията, които вече са били изтъкнати и при провежданите на предишните преврати и се обявяват против комунизма, фашизма, сепаратизма и религиозен догматизъм.

## Управление на хунтата

### Икономика
Един от най-видните ефекти на преврата е върху икономиката. В деня на преврата тя е на ръба на колапса с трицифрена инфлация, има повсеместна безработица и хроничен чуждестранен търговски дефицит. Икономическите промени между 1980 и 1983 година са свързани с Тургут Йозал, който е главната личност, натоварена с отговорност за икономическата политика от правителството на Демирел от 24 януари 1980 година. Йозал подкрепя Международния валутен фонд и поради това принуждава директора на централната банка в Турция Исмаил Айдъноолу да си подаде оставката поради съпротивата си срещу фонда.
Стратегическата цел е да се обедини Турция с „глобалната икономика“, която е подкрепяна от големия бизнес и да даде на турските компании способността да продават продуктите и услугите си на световния пазар.
Месец след преврата лондонският вестник „Международен банков преглед“ пише: „Усещане за надежда се вижда сред международните банкери, че турският военен преврат може да отвори пътя към по-голяма политическа стабилност като основна предпоставка за съживяването на турската икономика“. В периода 1980 – 1983 чуждестранният валутен курс се оставя да плува свободно. Насърчават се чуждите инвестиции. Националните предприятия, започнати от реформите на Ататюрк са насърчени към своите предприятия да включат и чуждестранно участие. Нивото от 85 процентно участие на държавата в икономиката преди преврата е сведено до относително малко значение на държавния сектор. Веднага след преврата Турция съживява отново проекта за язовира „Ататюрк“ и проекта „Югоизточен Анадол“ за поземлена реформа за решаване на проблема с недоразвития район на Югоизточна Турция. Той се превръща в многосекторна социална и икономическа програма за устойчиво развитие за 9 милиона души от района. Затворената икономика, произвеждаща само за нуждите на Турция, се субсидира за енергичен износ навън.
Драстичното нарастване на икономиката през този период е относително спрямо предишното ниво. Брутният вътрешен продукт остава доста под този на средноевропейските и европейски страни. Правителството замразява заплатите, докато икономиката регистрира значително свиване в публичния сектор, дефлационна политика и няколко последователни минидевалвации.

### Конституция
В рамките на 3 години генералите приемат 800 закона. Превратаджиите са убедени в неефективността на действащата конституция. Решават да приемат нова конституция, в която се включват механизми за възпиране на пречките за функциониране на демокрацията. На 29 юни 1981 г. военната хунта назначава 160 души за членове на надзорно събрание, за да създадат новата Конституция на Турция. Тя включва ясни граници и ограничения на правилата за гласуване за президент, които са една от причините за преврата.
На 7 ноември 1982 година новата конституция е подложена на гласуване с референдум и е приета с 92 % от гласовете. На 9 ноември същата година Кенан Еврен е назначен за президент на Турция за следващите 7 години.

### Трибунали
При преврата са арестувани членове на леви и десни партии и са съдени от военен съд. За много кратко време са арестувани от 250 000 до 650 000 души. Сред задържаните 230 000 са съдени, 14 хил. са лишени от гражданство, 50 души са екзекутирани. Отделно хиляди са измъчвани, а други хиляди изчезват. Общо 1 683 000 души влизат в различни черни списъци. Сред преследваните са Еджевит, Демирел, Тюркеш и Ербакан, който е арестуван и временно отстранен от политиката.
След като се възползва от активността на Сивите вълци, генерал Кенан Еврен вкарва в затвора хиляди от тях. По онова време има 1700 организации в страната с около 200 000 членове и 1 милион симпатизанти. В обвинителния акт от май 1981 г. срещу Партията на националното действие се обвиняват 220 членове на партията и техни сътрудници за 694 убийства.
Еврен и другите участници в преврата осъзнават, че Тюркеш е харизматичен лидер, който би могъл да оспори тяхната власт, използвайки паравоенната организация „Сиви вълци“. След преврата в обвинителния акт на полковник Тюркеш турската преса разкрива близки връзки на партията му със силите за сигурност, както и с организираната престъпност (търговия с наркотици), която финансира на свой ред въоръжението и дейностите на наети фашистки настроени командоси в цялата страна.

## Резултати
1. 650 000 души са арестувани.
2. 1 683 000 са вкарани в разни черни списъци.
3. 230 000 души са съдени в 210 000 съдебни процеса.
4. За 7000 души е поискана смъртна присъда.
5. 517 души са осъдени на смърт.
6. 50 от тях са екзекутирани (26 политически затворници, 23 криминални престъпници и член на ТАОА).
7. Досиетата на 259 души, чиято смъртна присъда е поискана, са изпратени в парламента.
8. 71 000 души са съдени по членове 141, 142 и 163 от турския наказателен кодекс.
9. 98 404 души са съдени като привърженици на леви, десни, националистически, консервативни и други организации.
10. На 388 000 души не им е даден паспорт.
11. 30 000 заподозрени са уволнени от работа, така неудобни за работодателя.
12. На 14 000 души е отнето гражданството.
13. 30 000 души стават политически бежанци.
14. 300 души умират при съмнителни обстоятелства.
15. Документирано е, че 171 души умират поради мъчения.
16. 937 филма са забранени, противоречейки на преврата.
17. 23 677 асоциации прекратяват активността си.
18. 3854 учители, 120 преподаватели и 47 съдии са уволнени.
19. За 400 журналисти е поискана обща присъда от 4000 години затвор.
20. Журналистите са осъдени общо на 3315 години и 6 месеца затвор.
21. 31 от тях отиват в затвора.
22. 300 журналисти са нападнати, 3 са застреляни.
23. Вестниците не излизат в продължение на 300 дни.
24. 303 разследвания са открити за 13 главни вестника.
25. 39 тона вестници и списания са унищожени.
26. 299 души губят живота си в затвора.
27. 144 души умират при съмнителни обстоятелства.
28. 14 души умират при гладна стачка.
29. 16 души са застреляни при опит за бягство.
30. 95 души умират при престрелки.
31. 73 души са обявени за починали от „естествена смърт“.
32. За 43 души е обявена причина за смъртта „самоубийство“[20]

## Последици
След одобряването на референдум за нова конституция през юни 1982 година Кенан Еврен организира общи избори, проведени на 6 ноември 1983 година. Този преход към демокрация е критикуван от турския изследовател Ергюн Йозбудун като „христоматиен пример“ за диктатура на хунта, която си отива.
Референдумът и изборите не преминават в свободна и състезателна атмосфера. Много политически лидери от преди преврата (Сюлейман Демирел, Бюлент Еджевит, Алпарслан Тюркеш и Некметин Ербакан) са изхвърлени от политиката, всички нови партии трябва да получат одобрение от Националния съвет за сигурност, преди да участват в изборите. Само на 3 партии, 2 от които създадени от военния режим, е позволено да участват.
Генералният секретар на Националния съвет за сигурност е генерал Хайдар Салтък. Той и Еврен са силните лица на режима, докато правителството е оглавено от пенсионирания адмирал Бюлент Улусу и включва няколко пенсионирани офицери и няколко граждански лица. Някои твърдят, че след преврата генерал Салтък приготвя по-краен, десен преврат, което е и сред причините за други генерали да действат според йерархията и после да го включат в Националния съвет, за да го неутрализират.
След изборите през 1983 г. идва на власт Партията на отечеството на Тургут Йозал, която съчетава неолиберална икономическа програма с консервативни социални ценности.
Йълдъръм Акбулут става председател на парламента. Той е наследен през 1991 година от Месут Йълмаз. Междувременно през 1983 година Сюлейман Демирел основава Партия на правилния път и се завръща в политиката след референдума от 1987 г.
Йълмаз спомага за засилването на турската икономика, превръщането на малки градове, центрове на провинции (като Газиантеп) в средни по размер икономически центрове и отново възродява ориентацията на Турция съм Европа. Политическата нестабилност обаче продължава, след като редица политици, изхвърлени от политиката, отново навлизат в нея. Йозал, който наследява Еврен като президент на Турция, умира от сърдечен удар през 1993 г., а Сюлейман Демирел е избран за президент.
Правителството на Йозал упълномощава полицейските сили с разузнавателни възможности да противостоят на националната разузнавателна организация (МИТ), която по онова време е под властта на военните. Полицейските сили дори се заемат със събиране на външна разузнавателна информация.
След референдума през 2010 година се провежда разследване на преврата. През юни 2011 г. специален прокурор от Анкара разпитва бившия прокурор Саджит Каясу и иска от него да предаде копие на обвинителния акт, който е подготвил срещу Кенан Еврен в съда. Каясу е бил уволен преди това за опита си да обвини Еврен през 2003 г.
През януари 2012 г. турският съд приема обвиненията срещу генерал Кенан Еврен и генерал Тахсин Шахинкая, единствените живи лидери на преврата, за тяхната роля в него. Прокурорите искат доживотни присъди за пенсионираните генерали Според обвинението, общо 191 души са умрели вследствието след преврата поради „нечовечни“ действия. Процесът започваThe trial was set to begin on 4 април 2012. На 18 юни 2014 г. след почти 2 години Кенан Еврен и Тахсин Шахинкая са осъдени на доживотен затвор.

## Роля на САЩ
След Иранската революция от 1979 г. Вашингтон губи главния си съюзник в региона, а според доктрината Картър, създадена на 23 януари 1980 г., САЩ може да използва, ако е наложително, и военна сила, за да защити своите национални интереси в района на Персийския залив. Турция получава големи суми икономическа помощ, организирана главно от ОИСР, както и военна помощ от НАТО и по-конкретно от САЩ. Между 1979 и 1982 г. страните от ОИСР увеличават икономическата помощ за Турция с 4 милиарда долара.
Вашингтон според доктрината Картър започва бързо разполагане на сили за бърза намеса (СБН) в зони извън НАТО, особено в Персийския залив, и без да разчита на войските на НАТО. На 1 октомври 1979 г. президентът Джими Картър обявява създаването на СБН. Ден преди преврата от 12 септември 1980 г. 3000 американски войници от СБН започват маневрите Anvil Express на турска земя. Точно преди преврата генералът, който седи начело на турските ВВС, пътува до САЩ. В края на 1981 г. се основава Турско-американски съвет по отбраната (на турски: Türk-Amerikan Savunma Konseyi). Министърът на отбраната на Турция Юмит Халук и Ричард Перле, тогава помощник-секретар по отбраната на САЩ в новата администрация на Рейгън и заместник-началникът на главния щаб Неждет Йозторун участват в първата среща на Съвета на 27 април 1982 г. На 9 октомври 1982 г. е подписан Меморандум на разбирателството (на турски: Mutabakat Belgesi) с главен фокус към увеличаване броя на югоизточните летища на Турция, главно за военни цели. Такива летища са построени във вилаетите Батман, Муш, Битлис, Ван, Карс.
Американската подкрепа за този преврат е призната от местния началник на ЦРУ в Анкара Пол Хензе. След като правителството е свалено, Хензе звъни във Вашингтон, казвайки „нашите момчета [в Анкара] го направиха“. Това създава впечатление, че САЩ стои зад преврата. По време на интервю през юни 2003 г. с телевизия CNN Türk Хензе отрича това твърдение, но 2 дни по-късно Биранд представя интервю с Хензе, записано през 1997 година, в което той на практика потвърждава историята на Мехмед Али Биранд. Американският Държавен департамент обявява преврата в нощта между 11 и 12 септември: военните са телефонирали на американското посолство в Анкара да ги предупредят за преврата час по-рано.

## В културата
Превратът е критикуван в множество турски филми, сериали и песни от 1980 г. насам.
Филми
- 1986 – Sen Türkülerini Söyle (Шериф Гьорен)
- 1986 – Dikenli Yol (Зеки Аласия)
- 1986 – Prenses (Синан Четин)
- 1986 – Ses (Зеки Йьоктен)
- 1987 – Av Zamanı (Ерден Кирал)
- 1987 – Kara Sevdalı Bulut (Муамер Йозер)
- 1988 – Sis (Зюлфю Ливанели)
- 1988 – Kimlik (Мелих Гюлген)
- 1989 – Bütün Kapılar Kapalıydı (Мемду Юн)
- 1989 – Uçurtmayı Vurmasınlar (Тунч Башаран)
- 1990 – Bekle Dedim Gölgeye (Атиф Йълмаз)
- 1991 – Uzlaşma (Огужан Теркан)
- 1994 – Babam Askerde (Хандан Ипекчи)
- 1995 – 80. Adım (Томрис Гиритоглу)
- 1998 – Gülün Bittiği Yer (Исмаил Гюнеш)
- 1999 – Eylül Fırtınası (Атиф Йълмаз)
- 2000 – Coup/Darbe – A Documentary History of the Turkish Military Interventions (документален, Елиф Саваш Фелсен)
- 2005 – Babam ve Oğlum (Чаган Ирмак)
- 2006 – Beynelmilel]] (Сири Сюрея Йондер)
- 2006 – Eve Dönüş (Юмер Йогур)
- 2007 – Zincirbozan (Атил Инач)
- 2008 – O... Çocukları (Мурад Сарачоглу)

Тв сериали
- 2004 – Çemberimde Gül Oya
- 2007 – Hatırla Sevgili
- 2009 – Bu Kalp Seni Unutur Mu?
- 2012 – Seksenler
- 2010 – Времето лети

Музика
- Cem Karaca (1992), maNga (2006), Ayben (2008), 'Raptiye Rap Rap' (1992)
- Fikret Kızılok 'Demirbaş' (1995)
- Grup Yorum: Büyü – (Композирана в памет на Ердал Ерен)
- Hasan Mutlucan, 'Yine de Şahlanıyor'
- Mor ve Ötesi, 'Darbe' (2006)
- Озан Ариф, Yaşıyor Kenan Paşa
- Озан Ариф, 'Seksenciler'
- Озан Ариф, 'Muhasebe'(12 Eylül)
- Озан Ариф, Bir İt Vardı
- Sexen, A.D. 12 септември Listen Архив на оригинала от 2010-06-06 в Wayback Machine.
- Sexen, Censored Inc. (Album, 2009) Listen Архив на оригинала от 2010-06-06 в Wayback Machine.
- Sezen Aksu, 'Son Bakış' (1989)
- Суави 'Eylül' (1996)
- Теоман и Yavuz Bingöl, 'İki Çocuk' (2006)
- Йоздевир Ердоган, 'Gurbet Türküsü'
- Ezgi'nin Gunlugu, '1980'
- Крамп, 'Lan N'oldu?'